# The Psychedelic Experience: A Manual Based on the Tibetan Book of the Dead
The Psychedelic Experience: A Manual Based on The Tibetan Book of the Dead (La experiencia psicodélica: un manual basado en el Libro tibetano de los muertos), es un manual instructivo para ser usado en sesiones en las cuales se está en contacto con drogas psicodélicas.
Fue escrito en 1964 por Timothy Leary, Ralph Metzner y Richard Alpert, los cuales tomaron parte en experimentos que investigaban las posibilidades terapéuticas y religiosas de drogas como la mescalina, la psilocibina y el LSD. El libro es dedicado a Aldous Huxley e incluye una pequeña cita introductoria de su libro Las puertas de la percepción.